# ノー・フィア (アパレル)
ノー・フィア（No Fear）は、アメリカ合衆国カリフォルニア州に本社を構えるアパレル関連企業、およびそのブランドである。
モトクロス、エクストリームスポーツ、サーフィン、格闘技などのスポーツウェアで知られる。

## 概要
1990年にカリフォルニア州カールスバットで、マーク・シモとブライアン・シモの双子の兄弟により設立された。ライフズ・ア・ビーチ（Life's A Beach、1984年設立)というアパレルブランドから独立したもので、同ブランドの後継として位置づけられている。朝はサーフィン、昼からモトクロスというカリフォルニアのライフスタイルをターゲットにしている。ノー・フィアは「恐れ知らず」「怖いもの無し」という意味で。「恐怖に立ち向かい、夢に生きよう」というメッセージが込められている。
現在、71カ国以上で販売され、INCmagazineにおいて90年代のアメリカの高度成長企業の一つに選ばれた。
日本では、1990年代から2000年代初頭にかけて全日本プロレスやプロレスリング・ノアで活動し人気を博したチームであるノーフィアーが同ブランドのTシャツを着用し、会場で販売するなどしたことで知られるようになった。
2011年2月、経営難に陥り倒産保護のチャプター11を申請した。

## 参考サイト
- NO FEAR.com
- Webleague